# Edvard Rasmussen
Edvard Rasmussen (4. oktober 1902 på Strynø – 23. juni 1990) var en dansk politiker, der var amtsborgmester i Fyns Amt fra amtets etablering i 1970 til 1974, valgt for Det Radikale Venstre.
Rasmussen, der stammede fra Otterup, arbejdede indtil han blev amtsborgmester som lærer.